# アレクセイ・ルツェンコ
アレクセイ・ルツェンコ (ロシア語: Алексей Луценко, ラテン文字転写: Alexey Lutsenko 1992年9月7日 - ) は、カザフスタン、ペトロパブル出身の自転車競技選手。

## 主な戦績

### 2012
- ツール・ド・ラブニール　区間優勝（第5ステージ）
- 世界選手権・U23　優勝（ロードレース）

### 2014
- アジア自転車競技選手権大会　優勝（チームタイムトライアル）
- ツアー・オブ・デンマーク　ポイント賞（第5ステージ優勝）
- ツアー・オブ・アルマトイ　優勝

### 2015
- ツール・ド・スイス　区間優勝（第8ステージ）
- カザフスタン選手権　優勝（個人タイムトライアル）
- ツアー・オブ・アルマトイ　優勝

### 2016
- パリ〜ニース　区間優勝（第5ステージ）
- デ・パンネ3日間　総合3位
- ツアー・オブ・アルマトイ　優勝
- ツアー・オブ・ハイナン　総合優勝（第8ステージ優勝）

### 2017
- アジア自転車競技選手権大会　優勝（チームタイムトライアル）
- ドワルス・ドール・フラーンデレン 3位
- ブエルタ・ア・エスパーニャ 区間優勝（第5）

### 2018
- ツアー・オブ・オマーン　総合優勝
- カザフスタン選手権　優勝（ロードレース）
- ツアー・オブ・オーストリア　区間優勝（第6ステージ）
- アジア競技大会　優勝（ロードレース、個人タイムトライアル）
- ツアー・オブ・ターキー　総合2位（第4ステージ）

### 2019
- ツアー・オブ・オマーン　総合優勝（第2,3,5ステージ優勝）
- ティレーノ〜アドリアティコ　 山岳賞（第4ステージ優勝）
- カザフスタン選手権　優勝（ロードレース、個人タイムトライアル）
- アークティック・レース・オブ・ノルウェー　 総合優勝、 ポイント賞
- コッパ・サバティーニ　優勝
- メモリアル・マルコ・パンターニ　優勝

### 2020
- ツール・ド・ラ・プロヴァンス　 ポイント賞
- ツール・ド・フランス　区間優勝（第6ステージ）

### 2021
- クリテリウム・デュ・ドーフィネ　区間優勝（第4ステージ・個人タイムトライアル）
- コッパ・アゴストーニ 優勝

### 2022
- クラシカ・ハエン・パライソ・インテリオル（スペイン語版） 優勝

### 2023
- ジロ・ディ・シチリア（英語版）  総合優勝（第4ステージ優勝）
- カザフスタン選手権　優勝（ロードレース、個人タイムトライアル）
- シルクイト・デ・ゲチョ 優勝
- メモリアル・マルコ・パンターニ 優勝
- アジア競技大会　優勝（個人タイムトライアル）
- ツアー・オブ・ターキー  総合優勝（第3ステージ優勝）

### 2024
- ジロ・ダブルッツォ（英語版）  総合優勝、 ポイント賞、 山岳賞（第3ステージ優勝）